# Hefner

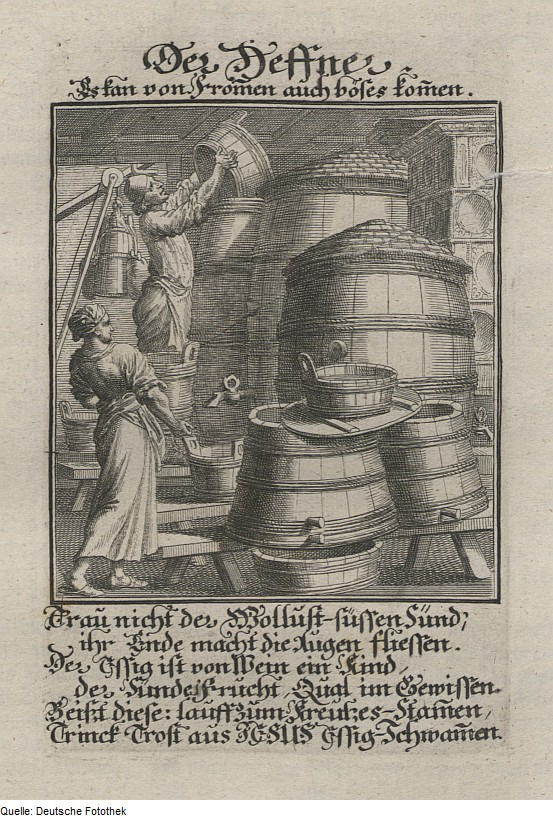
Darstellung von 1698

Hefner ist eine Berufsbezeichnung im mittelalterlichen und frühneuzeitlichen Brauereiwesen.
Hefner hatten die Aufgabe, für die stete Versorgung der Brauer mit Hefen zu sorgen. Außerdem verarbeiteten sie die Abfälle von Heferesten und das Glattwasser. Aus dem Glattwasser stellten die Hefner ein dünnes Bier her, das Hefezaugel genannt wurde. Auch die Essigherstellung gehörte zu den Aufgaben der Hefner.
In Nürnberg erinnert der Hefnersplatz an den im 19. Jahrhundert ausgestorbenen Beruf.